# Microcosmus savignyi
Microcosmus savignyi är en sjöpungsart som beskrevs av Monniot 1962 . Microcosmus savignyi ingår i släktet Microcosmus och familjen lädermantlade sjöpungar. Inga underarter finns listade i Catalogue of Life.